# Jorge Arriagada

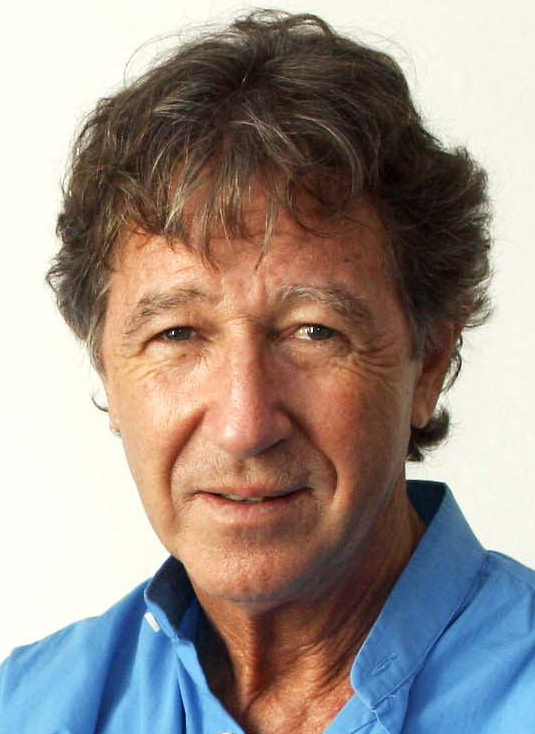
Jorge Arriagada (2007)

Jorge Arriagada (* 20. August 1943 in Santiago de Chile; † 8. Oktober 2024 in Paris) war ein chilenischer Komponist.

## Biografie
Jorge Arriagada studierte Komposition am Conservatorio Nacional de Música (Nationalen Konservatorium) in Santiago. Anschließend durfte er ab 1966 mit Hilfe eines Stipendiums der französischen Regierung Expressionismus bei Max Deutsch studieren. Außerdem studierte er Komposition bei Olivier Messiaen und Dirigieren bei Pierre Boulez.
Für seine musikalischen Leistungen in der Elektronischen Musik wurde er 1972 von der John Simon Guggenheim Memorial Foundation als bis dahin jüngster Musiker mit einem Guggenheim-Stipendium an der Stanford University ausgezeichnet.
Ab 1977 arbeitete er vorwiegend fürs Kino und komponierte rund 160 Filmmusiken für Regisseure wie Olivier Assayas, Patricio Guzmán, Benoît Jacquot, Orson Welles und Barbet Schroeder, darunter 46 Filmmusiken für Raúl Ruiz.
2020 wurde er mit dem Grand Prix SACEM in der Kategorie Grand prix de la musique pour l'image ausgezeichnet.

## Filmografie (Auswahl)
- 1984: Fluchtpunkte (Point de fuite)
- 1986: Kinder des kalten Krieges (Hijos de la guerra fría)
- 1987: Das Wunder des Papu (Le miraculé)
- 1987: Erinnerung an die Erscheinungen (Mémoire des apparences)
- 1987: Verzehrende Flamme (Buisson ardent)
- 1989: Das Winterkind (L'enfant de l'hiver)
- 1990: O Processo do Rei
- 1990: Die Entzauberte (La désenchantée)
- 1991: Der Himmel über Paris (Le ciel de Paris)
- 1993: It's All True – Orson Welles auf einer Reise durch Brasilien  (It's All True)
- 1996: Drei Leben und ein Tod (Trois vies & une seule mort)
- 1997: Genealogien eines Verbrechens (Généalogies d’un crime)
- 1998: Phantome des Todes (Shattered Image)
- 1998: Reise ins Nichts (El entusiasmo)
- 1999: Die wiedergefundene Zeit (Le Temps retrouvé)
- 2000: Die Madonna der Mörder (La virgen de los sicarios)
- 2001: Die starken Seelen (Les âmes fortes)
- 2003: Tot unter Lebenden (Une place parmi les vivants)
- 2003: Träume auf französisch (Rêves en France)
- 2006: Klimt
- 2007: Im Auftrag des Terrors (L'avocat de la terreur)
- 2008: Das Geheimnis der Geisha (Inju, la bête dans l'ombre)
- 2010: Nur für Personal! (Les femmes du 6ème étage)
- 2011: Die Geheimnisse von Lissabon (Mistérios de Lisboa, auch Miniserie, sechs Folgen)
- 2012: Lines of Wellington – Sturm über Portugal (als As Linhas de Torres Vedras auch Miniserie, drei Folgen)
- 2013: Molière auf dem Fahrrad (Alceste à bicyclette)
- 2017: Le vénérable W.
- 2020: The Tango Of The Widower And Its Distorting Mirror (El tango del viudo y su espejo deformante)